# Ivan Tsvetkov
Ivan Petkov Tsvetkov (Bulgaars: Иван Цветков) (Blagoëvgrad, 31 augustus 1979) is een Bulgaars voormalig voetballer met tevens de Nederlandse nationaliteit die als aanvaller speelde.

## Clubcarrière
sc Heerenveen haalde Cvetkov weg bij zijn eerste club FK Pirin en in het seizoen 1998/1999 maakte Tsvetkov deel uit van de selectie van Heerenveen. Hij maakte zijn debuut in het Nederlandse profvoetbal op 20 augustus 1998, toen hij na 45 minuten werd vervangen door Radu Gusatu in de wedstrijd sc Heerenveen–FC Twente (1–0). Hij kwam dat seizoen tot elf wedstrijden en twee goals. Na een seizoen waarin hij slechts vijf wedstrijden speelde en niet scoorde vertrok de Bulgaar naar BV Veendam, waar hij wel kon rekenen op een basisplaats. In twee seizoenen bij Veendam maakte Tsvetkov liefst 40 doelpunten in 66 wedstrijden. In het seizoen 2001/02 was hij topscorer.
In 2002 trok het net gepromoveerde FC Zwolle hem aan. In de Eredivisie speelde hij in zijn eerste seizoen 24 wedstrijden, maar hij scoorde nog maar 1 doelpunt dat seizoen. In het volgende seizoen scoorde de aanvaller zelfs helemaal niet in 17 wedstrijden. PEC Zwolle degradeerde weer en Tsvetkov vertrok naar Helmond Sport, waar hij weer centraal in de spits kon spelen. In 32 wedstrijden trof hij negentienmaal doel.
Tijdens de nacompetitie werd, vlak voor het duel Helmond Sport – Sparta Rotterdam bekend dat Tsvetkov het volgende seizoen voor Sparta zou spelen. Helmond Sport verloor de wedstrijd zodat niet zij, maar de Rotterdammers naar de eredivisie promoveerden. Tsvetkov speelde vervolgens voor Sparta een wisselvallig seizoen waarin hij weinig scoorde. Hij kreeg bij aanvang van het seizoen 2006/2007 van trainer Wiljan Vloet te horen dat hij een andere club mocht gaan zoeken. De door Vloet naar Sparta gehaalde spits Yannis Anastasiou stelde echter danig teleur en het jonge talent Marvin Emnes wist de definitieve stap naar het eerste elftal nog niet te maken. Vloet moest daardoor na enige tijd toch weer een beroep op Tsvetkov doen.
Op 23 januari 2007 werd Ivan Tsvetkov verkocht aan het Turkse Sivasspor.
In 2008 staat Cvetkov in de belangstelling van ADO Den Haag maar gaat hij uiteindelijk bij FK Khazar Lankaran in Azerbeidzjan spelen. Daar scoorde hij 22 keer in 50 wedstrijden voor hij begin 2011 naar Pirin Blagoëvgrad in zijn vaderland ging. In de zomer van 2011 stapte hij over naar Levski Sofia. Van 2012 tot 2015 speelde hij voor Botev Plovdiv. In februari 2017 maakte Tsvetkov een rentree bij Pirin Blagoëvgrad waar hij een half jaar later definitief stopte.

## Interlandcarrière
In Bulgarije gold Tsvetkov lang als een buitenlandse speler. In 2003 verkreeg hij de Nederlandse nationaliteit en moest zijn Bulgaarse opgeven. In 2009 probeerde hij weer de Bulgaarse nationaliteit te verkrijgen maar gaf dit op vanwege de bureaucratie die daarmee gepaard ging. In november 2012 verkreeg hij wederom een Bulgaars paspoort. Op 14 november 2012 debuteerde Tsvetkov voor Bulgarije in een vriendschappelijke wedstrijd tegen Oekraïne (0 – 1).

### Clubstatistieken
| Seizoen                         | Club               | Land            | Competitie      | Competitie | Competitie | Beker | Beker | Internationaal | Internationaal | Overig | Overig | Totaal | Totaal |
| Seizoen                         | Club               | Land            | Competitie      | Wed.       | Dlp.       | Wed.  | Dlp.  | Wed.           | Dlp.           | Wed.   | Dlp.   | Wed.   | Dlp.   |
| ------------------------------- | ------------------ | --------------- | --------------- | ---------- | ---------- | ----- | ----- | -------------- | -------------- | ------ | ------ | ------ | ------ |
| 1998/99                         | sc Heerenveen      | Nederland       | Eredivisie      | 11         | 2          | 1     | 0     | 1              | 0              | 0      | 0      | 13     | 2      |
| 1999/00                         | sc Heerenveen      | Nederland       | Eredivisie      | 4          | 0          | 2     | 0     | 0              | 0              | 0      | 0      | 6      | 0      |
| 2000/01                         | BV Veendam         | Nederland       | Eerste divisie  | 34         | 18         | 4     | 6     | 0              | 0              | 0      | 0      | 38     | 24     |
| 2001/02                         | BV Veendam         | Nederland       | Eerste divisie  | 32         | 22         | 5     | 0     | 0              | 0              | 0      | 0      | 37     | 22     |
| 2002/03                         | FC Zwolle          | Nederland       | Eredivisie      | 24         | 1          | 5     | 1     | 0              | 0              | 0      | 0      | 29     | 2      |
| 2003/04                         | FC Zwolle          | Nederland       | Eredivisie      | 17         | 0          | 2     | 0     | 0              | 0              | 0      | 0      | 19     | 0      |
| 2004/05                         | Helmond Sport      | Nederland       | Eerste divisie  | 32         | 19         | –     | 1     | 0              | 0              | 0      | 0      | –      | 20     |
| 2005/06                         | Sparta Rotterdam   | Nederland       | Eredivisie      | 27         | 5          | 2     | 0     | 0              | 0              | 0      | 0      | 29     | 5      |
| 2006/07                         | Sparta Rotterdam   | Nederland       | Eredivisie      | 14         | 3          | 1     | 1     | 0              | 0              | 0      | 0      | 15     | 4      |
| 2006/07                         | Sivasspor          | Turkije         | Süper Lig       | 13         | 4          | 0     | 0     | 0              | 0              | 0      | 0      | 13     | 4      |
| 2007/08                         | Sivasspor          | Turkije         | Süper Lig       | 28         | 7          | 0     | 0     | 0              | 0              | 0      | 0      | 28     | 7      |
| 2008/09                         | FK Khazar Lankaran | Azerbeidzjan    | Premyer Liqası  | –          | –          | –     | –     | –              | –              | 0      | 0      | –      | –      |
| 2009/10                         | FK Khazar Lankaran | Azerbeidzjan    | Premyer Liqası  | 29         | 7          | 0     | 0     | 0              | 0              | 0      | 0      | 29     | 7      |
| 2010/11                         | FK Khazar Lankaran | Azerbeidzjan    | Premyer Liqası  | –          | –          | –     | –     | –              | –              | 0      | 0      | –      | –      |
| 2010/11                         | Pirin Blagoëvgrad  | Bulgarije       | A PFG           | 13         | 8          | 2     | 1     | 0              | 0              | 0      | 0      | 15     | 9      |
| 2011/12                         | Levski Sofia       | Bulgarije       | A PFG           | 30         | 11         | 3     | 3     | 2              | 0              | 0      | 0      | 35     | 14     |
| 2012/13                         | Botev Plovdiv      | Bulgarije       | A PFG           | 29         | 17         | 2     | 0     | 0              | 0              | 0      | 0      | 31     | 17     |
| 2013/14                         | Botev Plovdiv      | Bulgarije       | A PFG           | 19         | 3          | 5     | 1     | 0              | 0              | 0      | 0      | 24     | 4      |
| 2014/15                         | Botev Plovdiv      | Bulgarije       | A PFG           | 17         | 7          | 3     | 2     | 4              | 2              | 1      | 0      | 1      | 0      |
| Carrière totaal                 | Carrière totaal    | Carrière totaal | Carrière totaal | 395        | 149        | 28    | 9     | 7              | 2              | 1      | 0      | 431    | 160    |
| Bijgewerkt tot 10 februari 2015 |                    |                 |                 |            |            |       |       |                |                |        |        |        |        |

## Interlandstatistieken
| Interlands van Ivan Tsvetkov voor Bulgarije | Interlands van Ivan Tsvetkov voor Bulgarije | Interlands van Ivan Tsvetkov voor Bulgarije | Interlands van Ivan Tsvetkov voor Bulgarije | Interlands van Ivan Tsvetkov voor Bulgarije | Interlands van Ivan Tsvetkov voor Bulgarije |
| №                                           | Datum                                       | Wedstrijd                                   | Uitslag                                     | Soort Wedstrijd                             | Doelpunten                                  |
| Als speler bij Botev Plovdiv                | Als speler bij Botev Plovdiv                | Als speler bij Botev Plovdiv                | Als speler bij Botev Plovdiv                | Als speler bij Botev Plovdiv                | Als speler bij Botev Plovdiv                |
| ------------------------------------------- | ------------------------------------------- | ------------------------------------------- | ------------------------------------------- | ------------------------------------------- | ------------------------------------------- |
| 1.                                          | 14 november 2012                            | Bulgarije – Oekraïne                        | 0 – 1                                       | Vriendschappelijk                           | 0                                           |